# Zeiskam
Zeiskam es un municipio situado en el distrito de Germersheim, en el estado federado de Renania-Palatinado (Alemania). Tiene una población estimada, a fines de 2022, de 2172 habitantes.
Forma parte de la mancomunidad de municipios (verbandsgemeinde) de Bellheim.
Está ubicado al sur del estado, cerca de la orilla izquierda del río Rin y de la frontera con Francia y el estado de Baden Wurtemberg.